# 실렛구 경기장
실렛구 경기장(벵골어: সিলেট জেলা স্টেডিয়াম, 영어: Sylhet District Stadium)은 방글라데시 실렛에 위치한 다목적 경기장이다. 현재 주로 축구, 크리켓 경기장으로 이용된다. 수용 인원은 15,000명이다.